# Pedro Subercaseaux Errázuriz

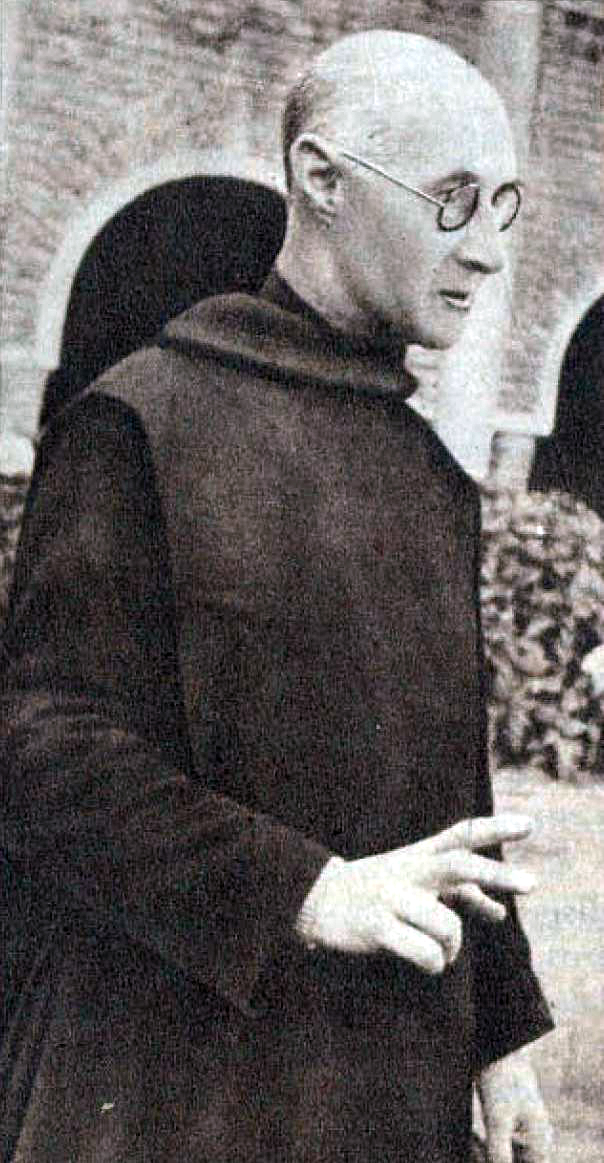
Pedro Subercaseaux.

Pedro León Maximiano María Subercaseaux Errázuriz (* 10. Dezember 1880 in Rom, Italien; † 3. Januar 1956 in Santiago de Chile) war ein chilenischer Maler, der durch seine illustrativen Gemälde zur chilenischen und argentinischen Geschichte bekannt wurde. Subercaseaux Errázuriz war Sohn des Botschafters und Malers Ramón Subercaseaux Vicuña.

## Leben
Ab 1906 arbeitete Subercaseaux Errázuriz unter dem Pseudonym Lustig als Karikaturist der Zeitschrift Zig Zag. Ab 1913 war er als Illustrator für die Zeitschrift Pácifico Magazine tätig.
1907 heiratete er Elvira Lyon Otaegui, von der er sich 1920 während einer Reise nach Europa trennte, um ein religiöses Leben zu führen. 1925 verfasste er in England einen Sammelband von eigenen Aquarellen mit Gedichten des dänischen Dichters Johannes Jørgensen über Franz von Assisi. 1938 kehrte er mit dem Auftrag, ein Benediktinerkloster in Santiago zu gründen, nach Chile zurück.

## Galerie
Pedro Subercaseaux Errázuriz malte vor allem auch Bilder mit religiösen Inhalten und heroischen Motiven aus der Geschichte Argentiniens und Chiles.

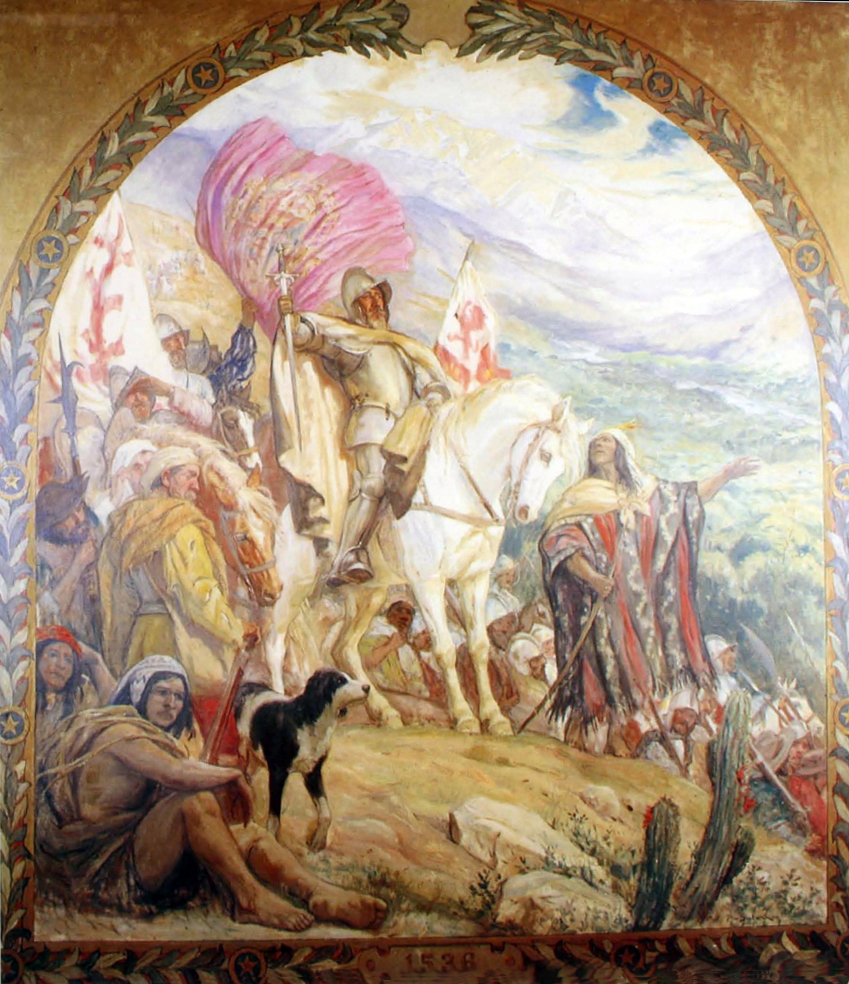
Descubrimiento de Chile por Diego de Almagro (Die Entdeckung Chiles durch Diego de Almagro)
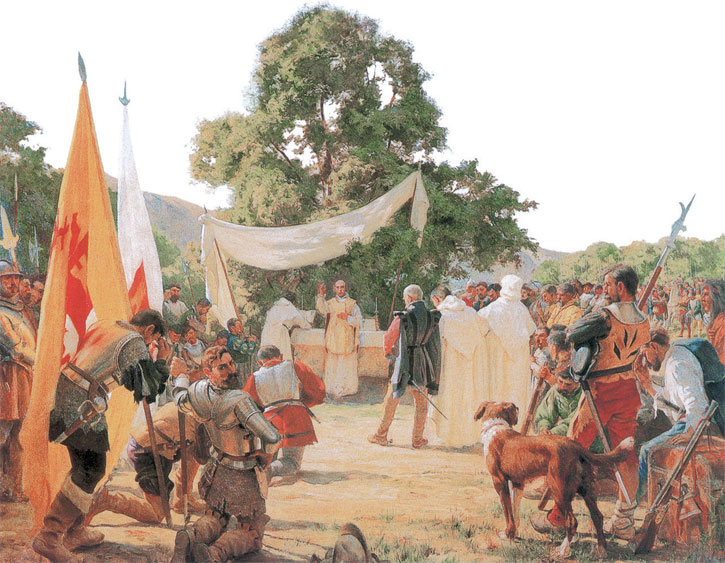
Primera misa en Chile (Die erste Messe in Chile)
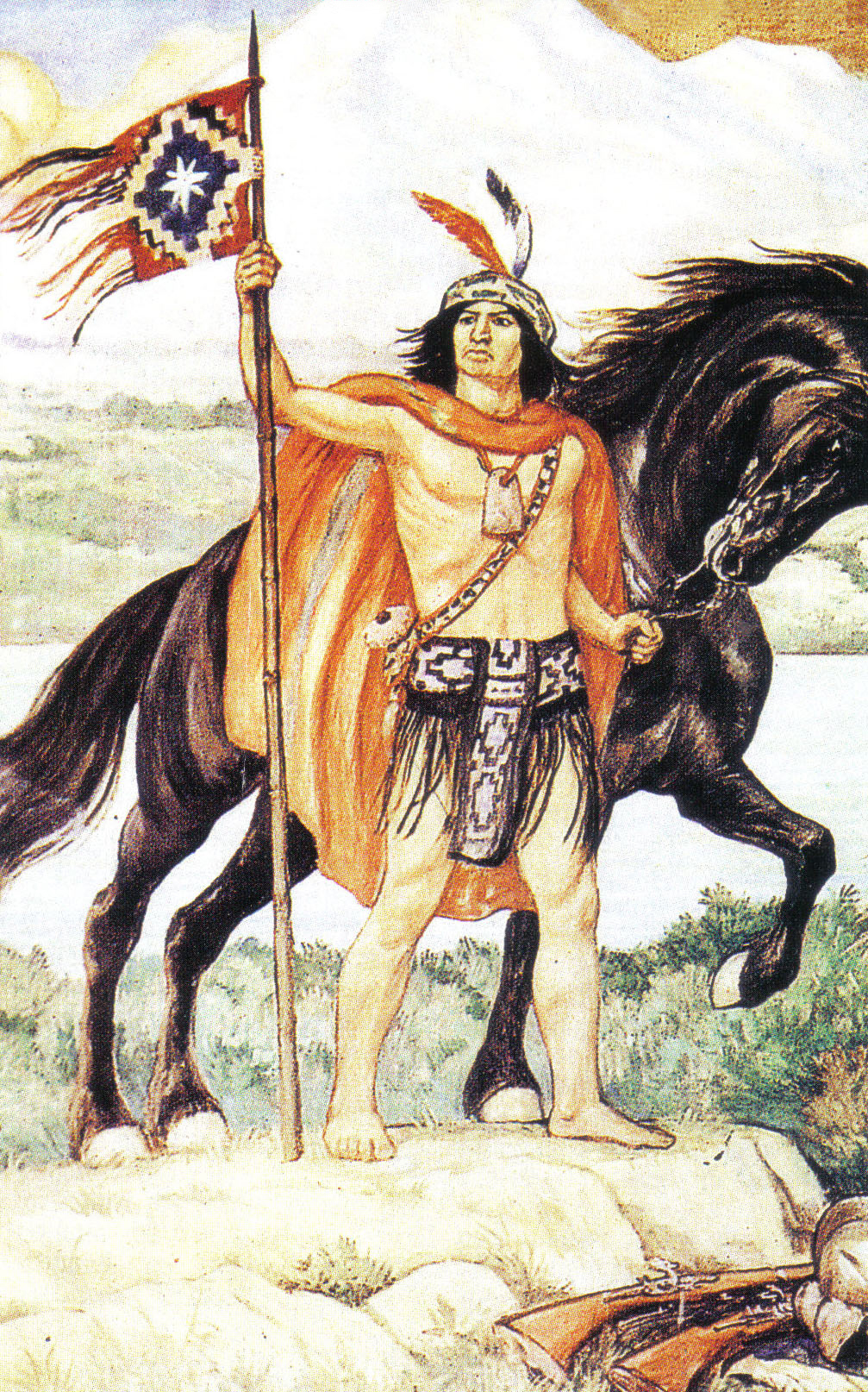
Lautaro

## Externe Galerien
- www.redchilena.com (spanisch, mit weiteren Abbildungen)